# Hemiphyllodactylus chiangmaiensis
Espèce
Hemiphyllodactylus chiangmaiensis est une espèce de geckos de la famille des Gekkonidae.

## Répartition
Cette espèce est endémique de la province de Chiang Mai en Thaïlande.

## Étymologie
Son nom d'espèce, composé de chiangmai et du suffixe latin -ensis, « qui vit dans, qui habite », lui a été donné en référence au lieu de sa découverte, la province de Chiang Mai.

## Publication originale
- Grismer, Wood & Cota, 2014 : A new species of Hemiphyllodactylus Bleeker, 1860 (Squamata: Gekkonidae) from northwestern Thailand. Zootaxa, no 3760 (1), p. 67–78.